# أيدكس
معرض ومؤتمر الدفاع الدولي (أيدكس) هو معرض لمبيعات الأسلحة وتكنولوجيا الدفاع، يقام كل سنتين في أبو ظبي، الإمارات العربية المتحدة، وهو أكبر معرض ومؤتمر دفاعي في الشرق الأوسط، تعرض فيه أحدث التقنيات والأسلحة والمركبات العسكرية. تتنوع العروض الموجودة من عروض في القاعات، وعروض ميدانية للمركبات البرية والبحرية، وعروض ثابتة لسفن والغواصات وأيضا رماية حية لبعض الأسلحة.

## المعرض
أقيمت النسخة الأولى من المعرض عام 1993. ويتم تنظيم المعرض من خلال شركة أبوظبي الوطنية للمعارض (أدنيك) التي تديرها الدولة.
بلغ إجمالي حجم الأعمال التي تمت في معرض آيدكس 2005 ملياري دولار أمريكي. وفقًا لمعهد ستوكهولم الدولي لأبحاث السلام، بلغ إجمالي مبيعات الأسلحة لأكبر 100 شركة لإنتاج الأسلحة والخدمات العسكرية في SIPRI في عام 2017 (خارج الصين) 398.2 مليار دولار.
اعتبارًا من عام 2010، أهم الشركات المشاركة في المعرض شركة لوكهيد مارتن، مجموعة إيرباص، جوباريا ديفينس، إيزوتركس، مجموعة ستريت، شركة أوشكوش وساب.
عُقد معرض آيدكس 2023 في الفترة من 20 إلى 24 فبراير 2023 بمشاركة ما يقرب من 1300 عارض.

## أنظر أيضا
- سوفكس الأردن

## مواقع خارجية
- موقع أيدكس 2009
- موقع شركة أبوظبي الوطنية للمعارض